# Gero Friedrich
Gero Friedrich (* 21. Juli 1900 in Frankfurt (Oder); † 6. Juli 1946 in Brunsholm) war ein Zivil- und Strafrichter am Amtsgericht Frankfurt (Oder) und dem Landgericht Frankfurt (Oder). Am 4. April 1938 wird er Oberbürgermeister der Stadt Forst und ab 6. Mai 1943 bis 12. September 1943 kommissarisch Oberbürgermeister von Frankfurt (Oder) und danach wieder in Forst. 
Friedrich promovierte 1923 nach seinem Jurastudium und machte 1926 die große juristische Staatsprüfung. Anschließend war er Zivil- und Strafrichter am Amts- sowie Landgericht von Frankfurt (Oder). Am 18. Mai 1927 wurde Friedrich zum Stadtrat gewählt. Er leitete das juristische Dezernat und übernahm 1933 das Finanzdezernat der Stadt Frankfurt. Im Jahr 1938 wurde er zum Oberbürgermeister der Stadt Forst bestellt. 1943 wurde Friedrich als Staatskommissar zur Wahrnehmung der Geschäfte des Oberbürgermeisters von Frankfurt ernannt.
Er war für ein halbes Jahr als Oberbürgermeister auch Mitglied im Aufsichtsrat der 1922 gegründeten Frankfurter Elektrizitätswerke GmbH (F.E.W.) in Frankfurt (Oder). 
Er war der Bruder von Wolf-Hartmut Friedrich. 

## Werke
- Die Stadt Frankfurt/Oder in den Jahren 1919 bis 1929: ein Überblick, Magistrat, 1929.
- Das Ortsrecht der Haupt- und Handelsstadt Frankfurt (Oder), Magistrat, 1931.